# Estación de Vigo-Urzaiz
Vigo-Urzaiz es una estación ferroviaria perteneciente a Adif ubicada en la ciudad española de Vigo, en la provincia de Pontevedra, Galicia. Se encuentra situada en la plaza de la Estación, adyacente a las calles Alfonso XIII y Urzaiz, en el céntrico Barrio de Casablanca.
Cuenta con servicios de viajeros de Larga Distancia (Alvia Madrid-Vigo) y Media Distancia (MD Vigo-Santiago de Compostela-La Coruña). Registró en 2023 un tráfico de 1.832.864 pasajeros, siendo la tercera estación con mayor número de viajeros de Galicia por detrás de las de Santiago y La Coruña.
Existe otra estación en la ciudad, Vigo-Guixar, situada a escasos 500 metros de Urzaiz, que concentra los servicios que no circulan por el Eje Atlántico, incluyendo los Alvia Barcelona-Vigo.

## Historia
La estación se encuentra en los terrenos de la estación original de Vigo-Urzaiz construida en 1878, desde la cual partió del primer tren el 18 de junio de 1881 con destino a Orense, inaugurando así el servicio ferroviario en la ciudad de Vigo.
El 27 de agosto de 2011 la antigua estación de Vigo-Urzaiz deja de prestar servicio ferroviario, trasladándose todos los servicios a la estación de Vigo-Guixar y procediendo al derrumbe de todas las instalaciones incluyendo las naves de mantenimiento para proceder a la construcción de la actual estación subterránea a 15 metros por debajo de la cota original. 
A continuación se inician las obras de la nueva estación cuyas obras finalizan en marzo de 2015. Posteriormente promovido por la inmobiliaria Ceetrus España y diseñado por el Premio Pritzker Thom Mayne, se construyó el Centro Comercial Vialia encima del cajón ferroviario.

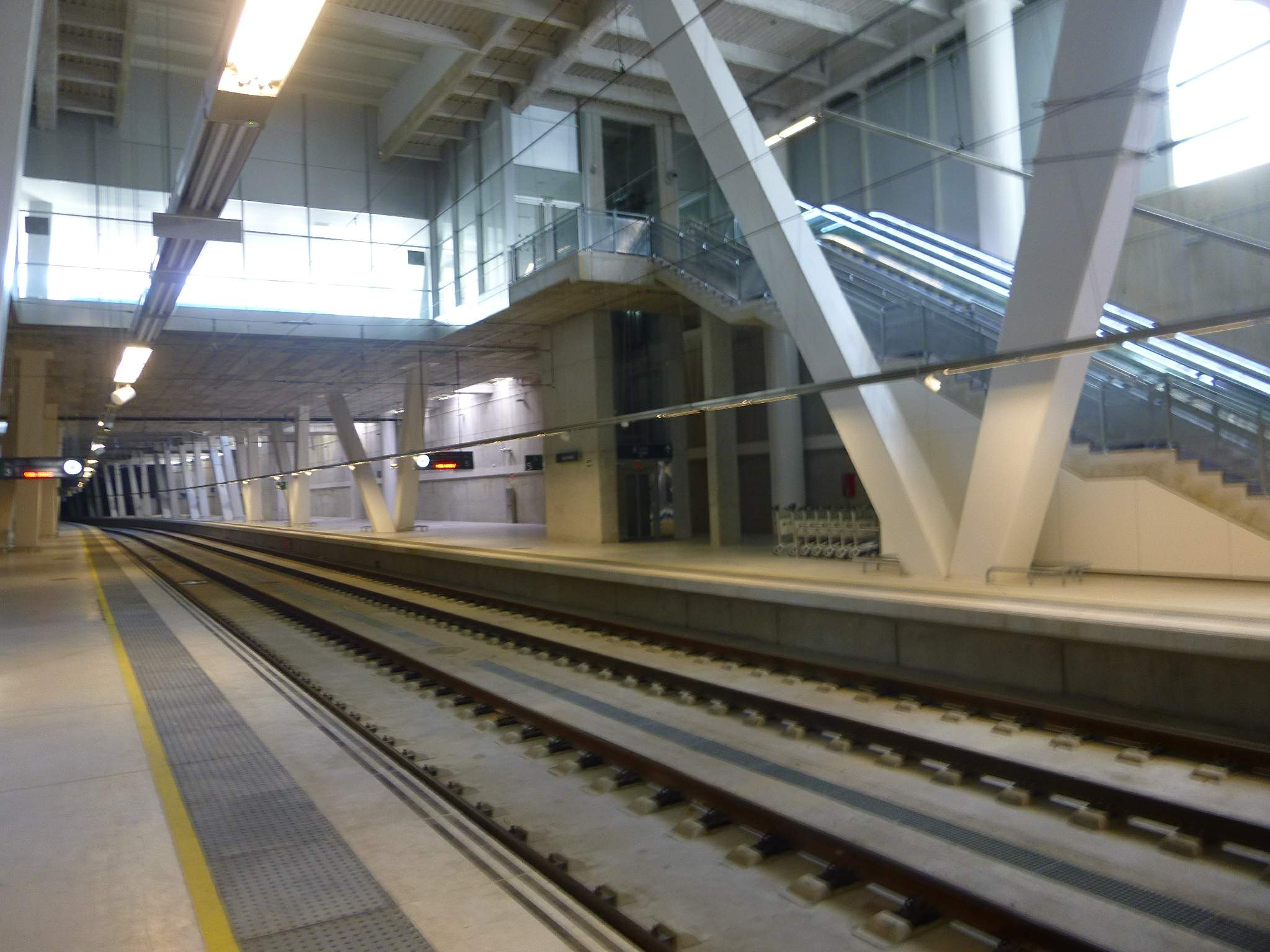
Vista de los andenes de la estación.

El 6 de marzo de 2015 entra en pruebas el primer tren a la nueva estación, un tren de la serie 121 de Renfe.
El 30 de marzo de 2015 la estación recibe la visita de la ministra de Fomento de aquel momento, Ana Pastor, que llega en un tren de pruebas.
El 18 de abril de 2015 se abre la estación al tráfico comercial con la entrada en servicio de los nuevos servicios, operándose los servicios de alta velocidad desde la nueva estación y manteniendo los servicios convencionales y el enlace internacional con Portugal desde la estación de Vigo-Guixar. Los talleres de mantenimiento fueron trasladados definitivamente a la estación de Redondela en julio de 2012.
El 22 de marzo de 2021 se cierra definitivamente el edificio de estación provisional, pasando a utilizar la estación definitiva dentro del complejo Vialia Vigo utilizando solamente la plaza central y el acceso desde la calle Vía Norte.

## Instalaciones
La estación dispone de cuatro andenes que dan servicio a seis vías de ancho ibérico que, con los bretelles instalados en la zona media, permiten operar hasta nueve servicios simultáneos.
La estación está electrificada a 25kV 50Hz de corriente alterna.
La playa de vías está habilitada para que la estación se convierta en pasante con la construcción de la salida Sur de la ciudad hacia Porriño y Portugal.

## Servicios ferroviarios

### Larga Distancia
La estación cuenta con servicios de Larga Distancia entre Vigo y Madrid. Está previsto que en un futuro salgan desde la estación los actuales servicios a Barcelona que salen desde la estación de Vigo-Guixar.

### Media Distancia
Las conexiones de Media Distancia ofrecidas por Renfe son importantes dentro de la estación, contando con varias frecuencias diarias con destino a la estación de La Coruña y con paradas en Redondela AV, Arcade, Pontevedra, Villagarcía de Arosa, Padrón-Barbanza, Santiago de Compostela y Cerceda-Meirama.

## Galería

Nueva estación
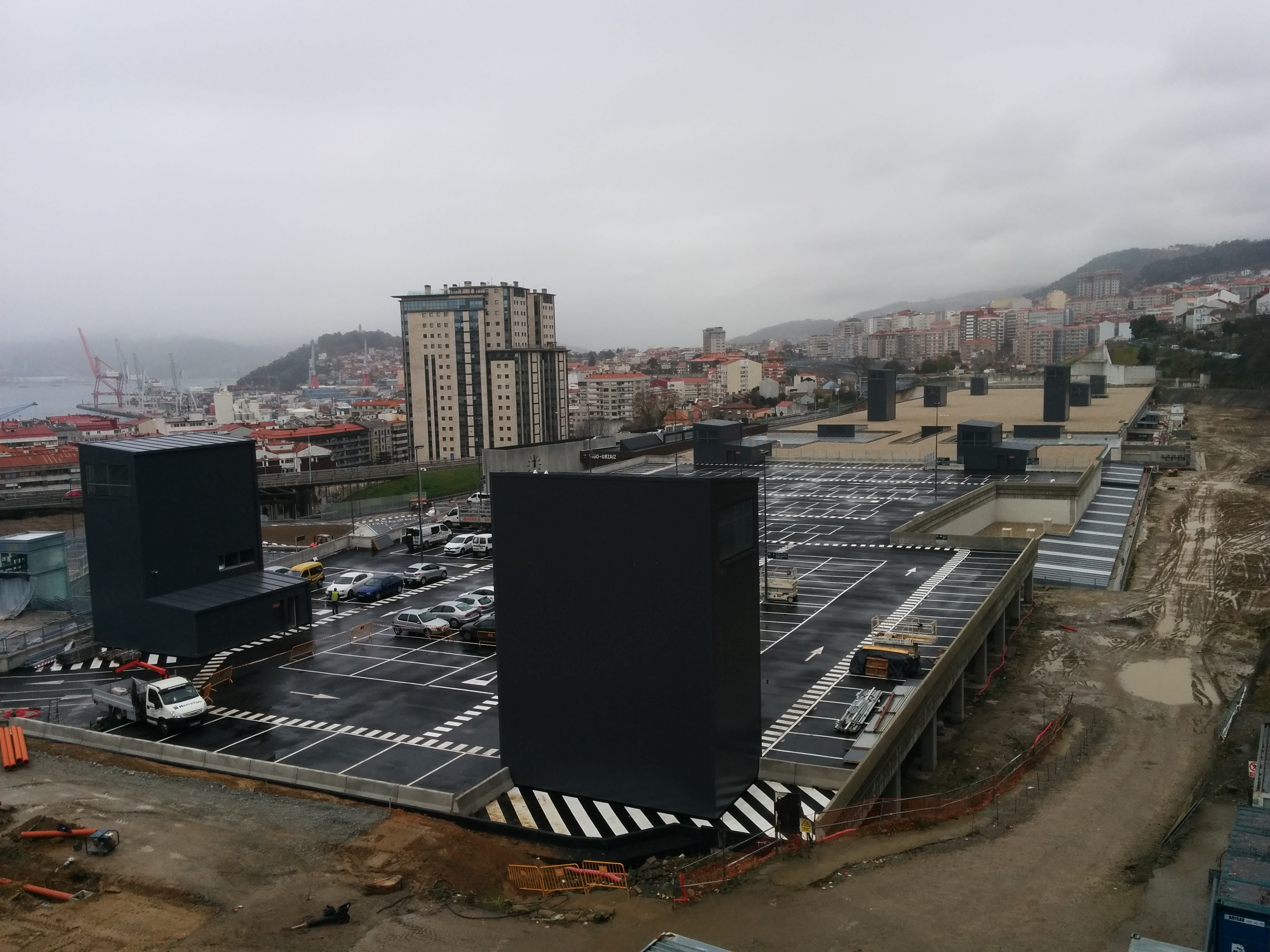
Estación 2015. Vista general.
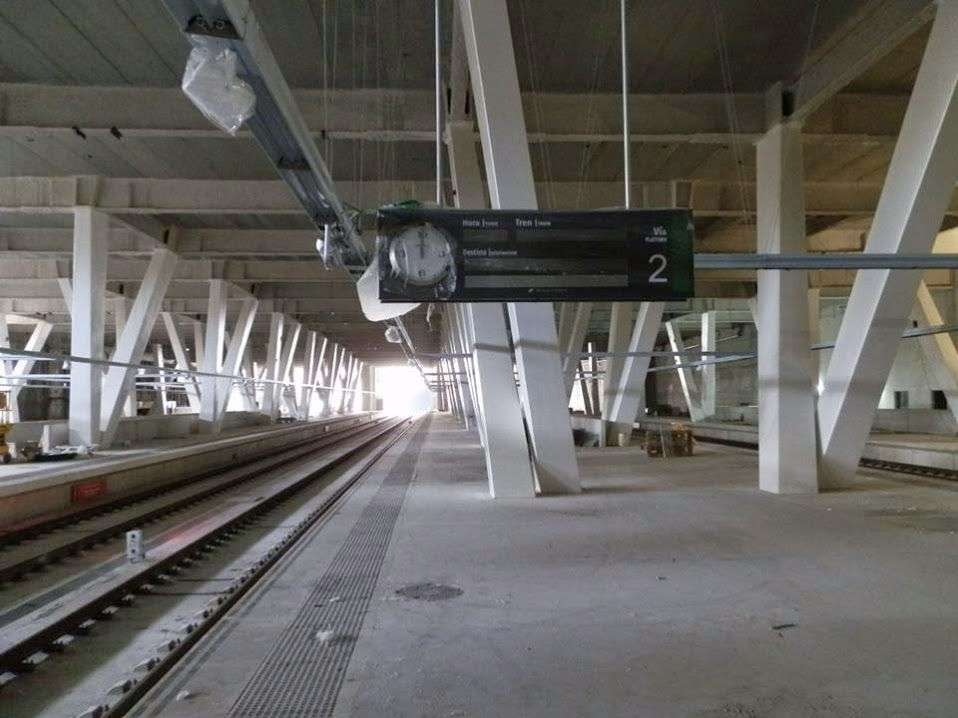
Estación 2015. Andenes.
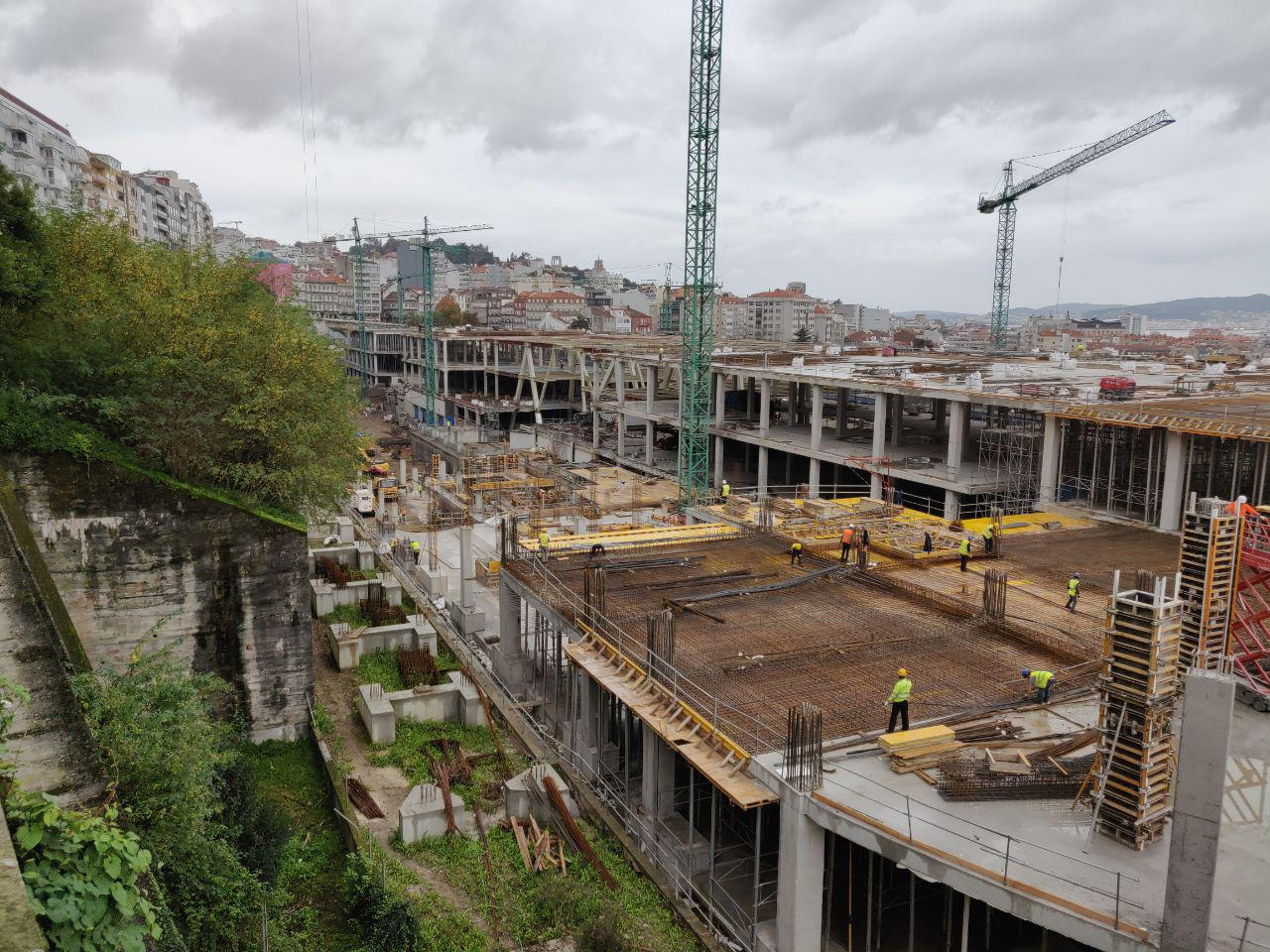
Estación 2021. Obras de construcción, lado Este.
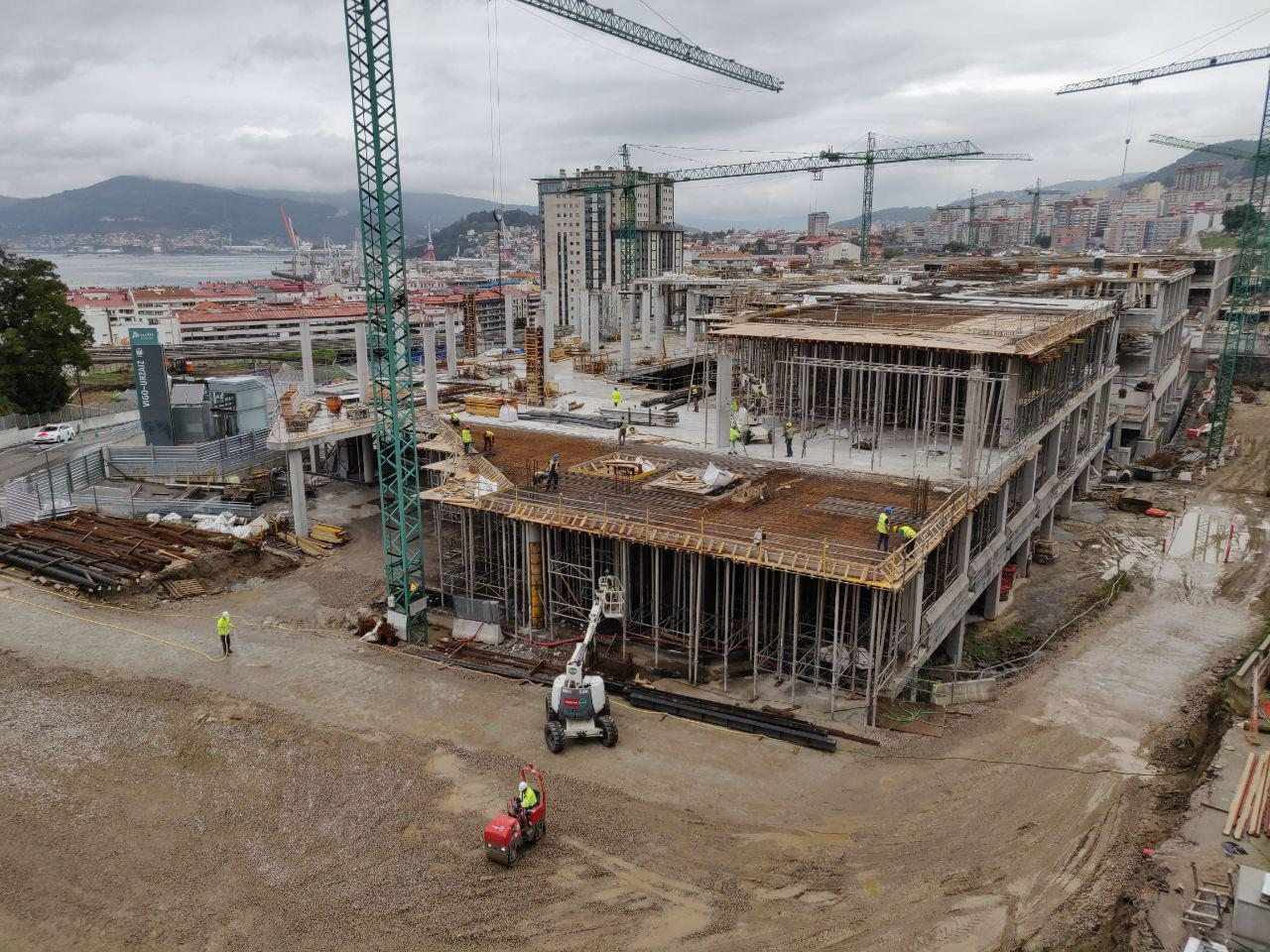
Obras de construcción en el lado oeste. 2021
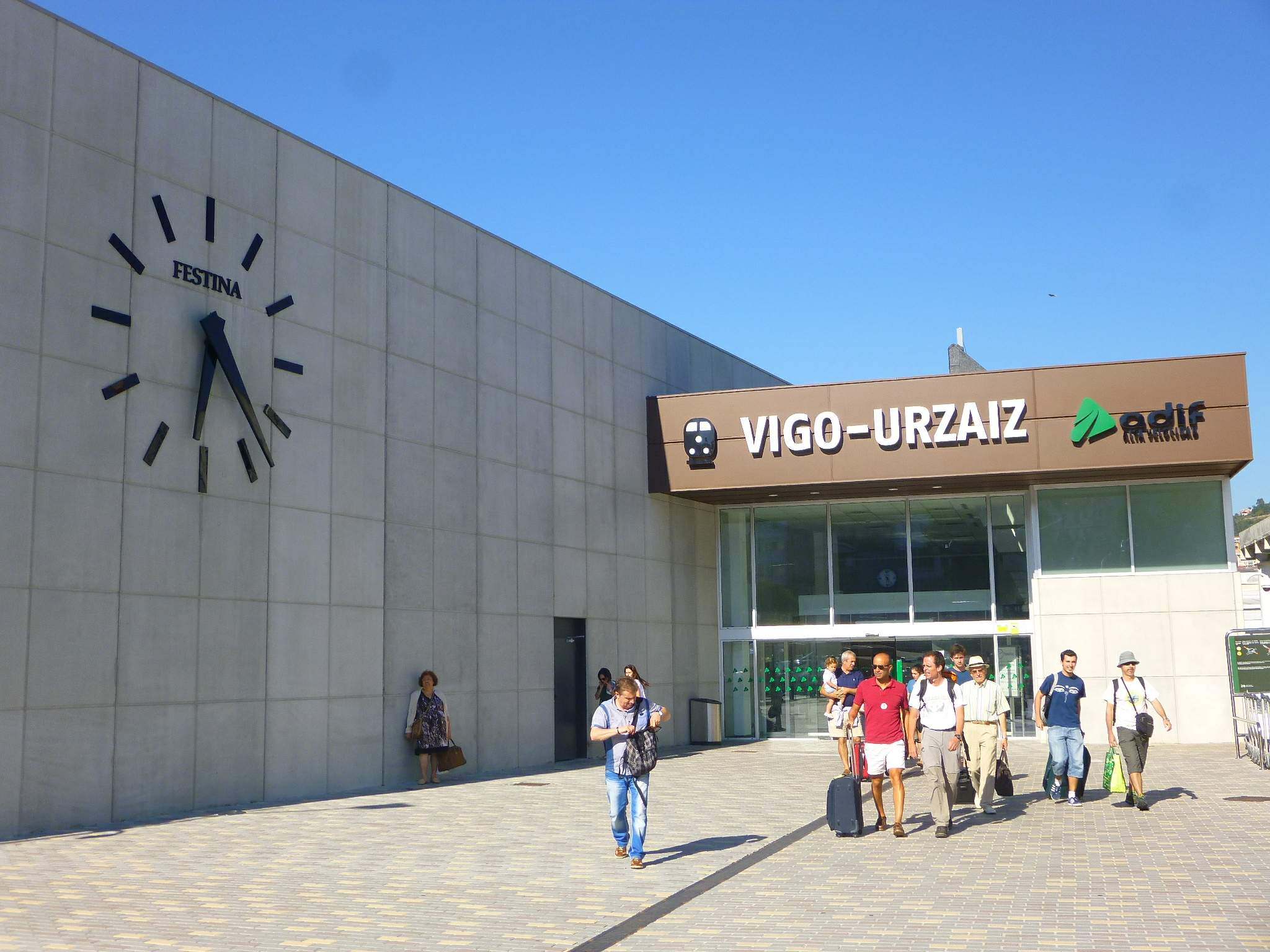
Entrada provisional existente entre 2015 y 2021

Estación 1987-2011
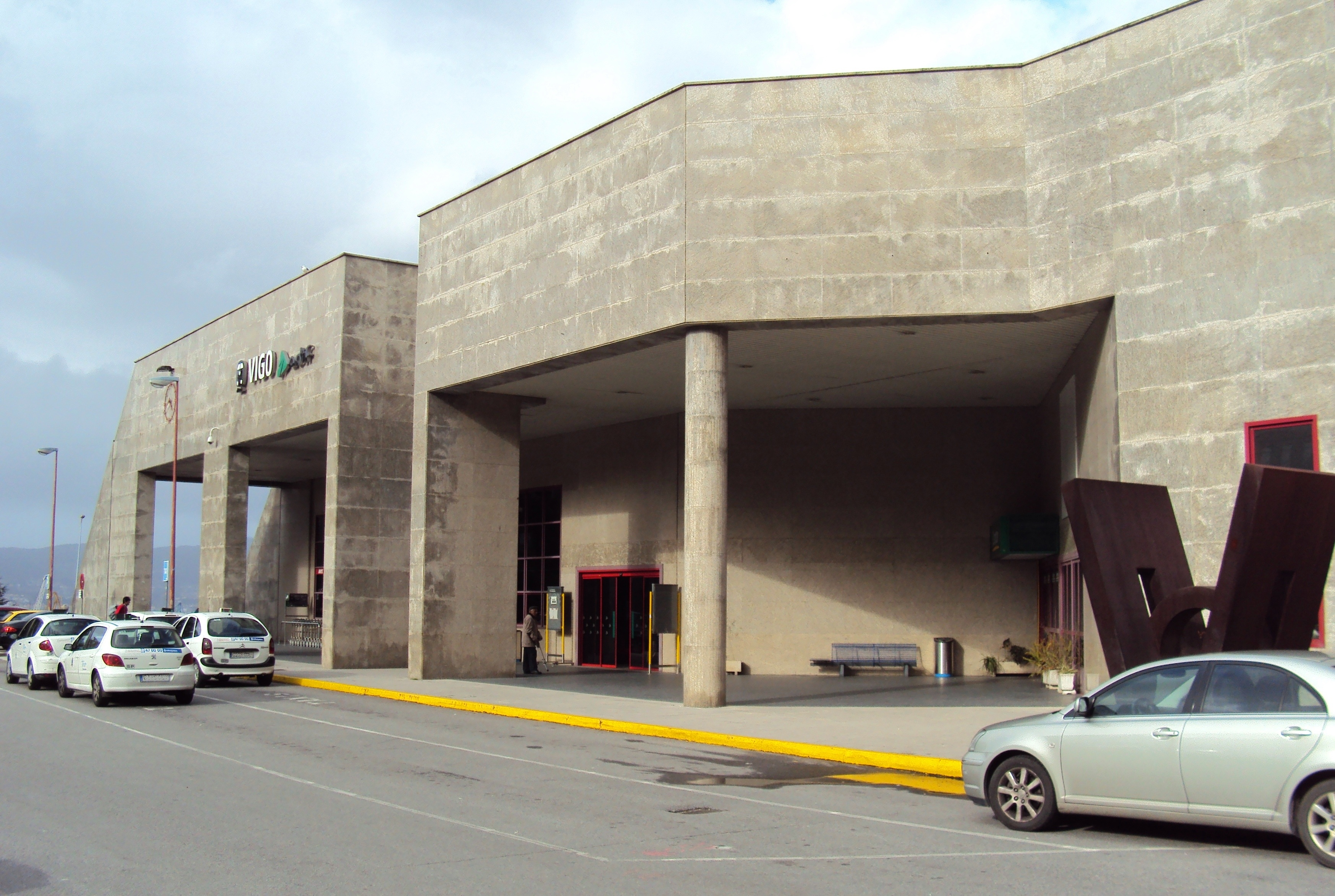
Fachada
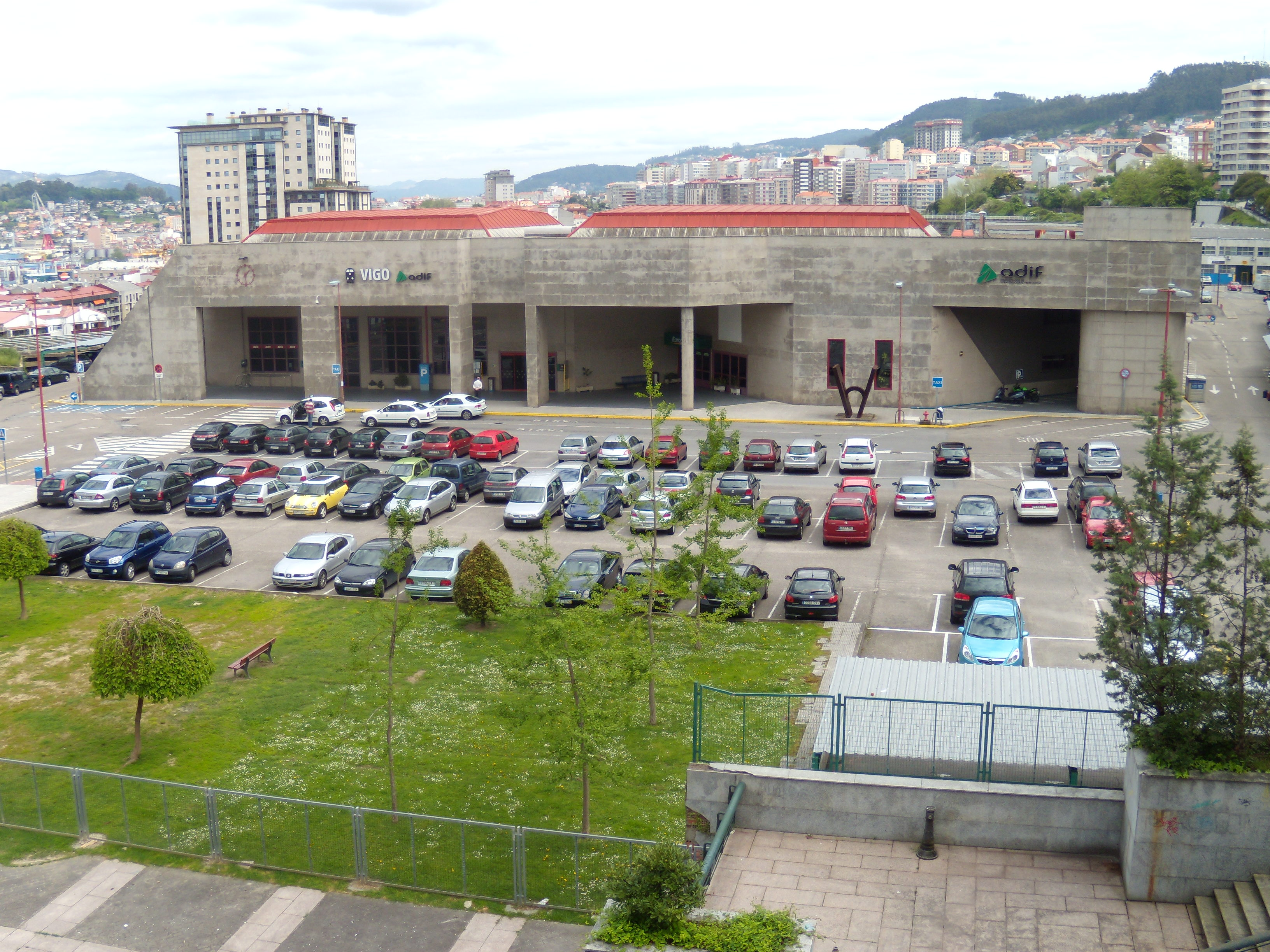
Aparcamiento
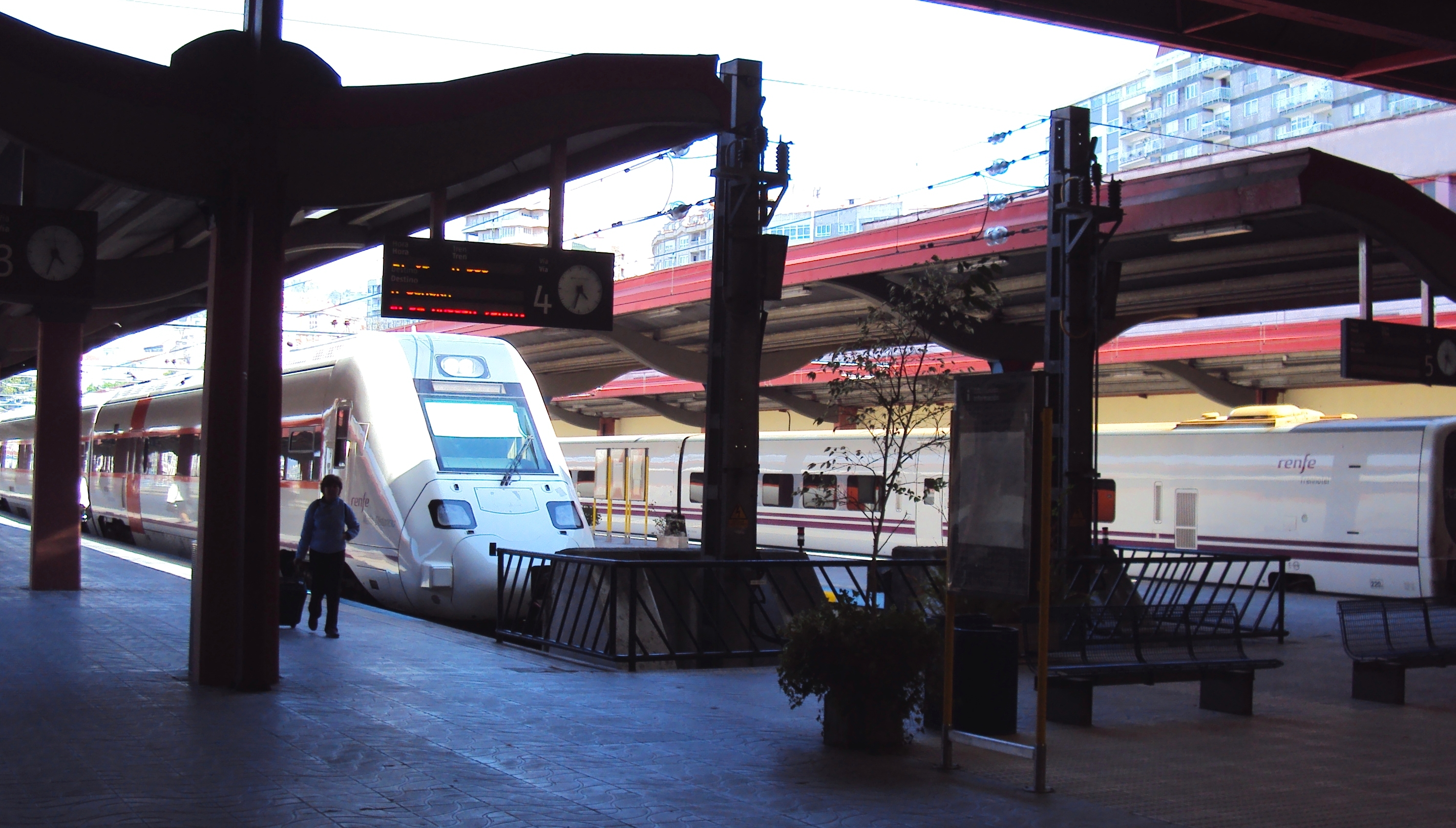
Andenes

Trenes en la estación
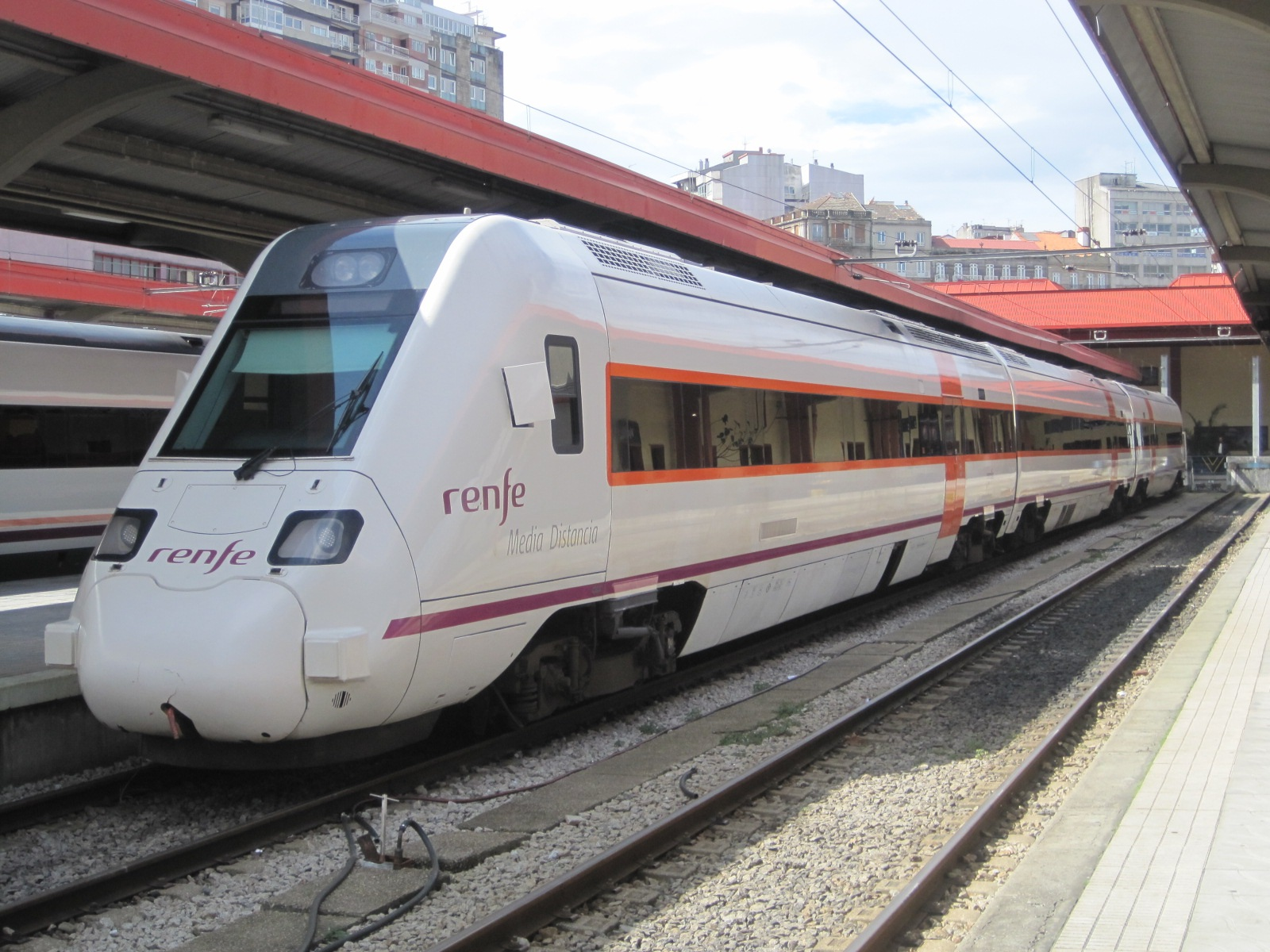
Unidad 598 estacionada en Vigo
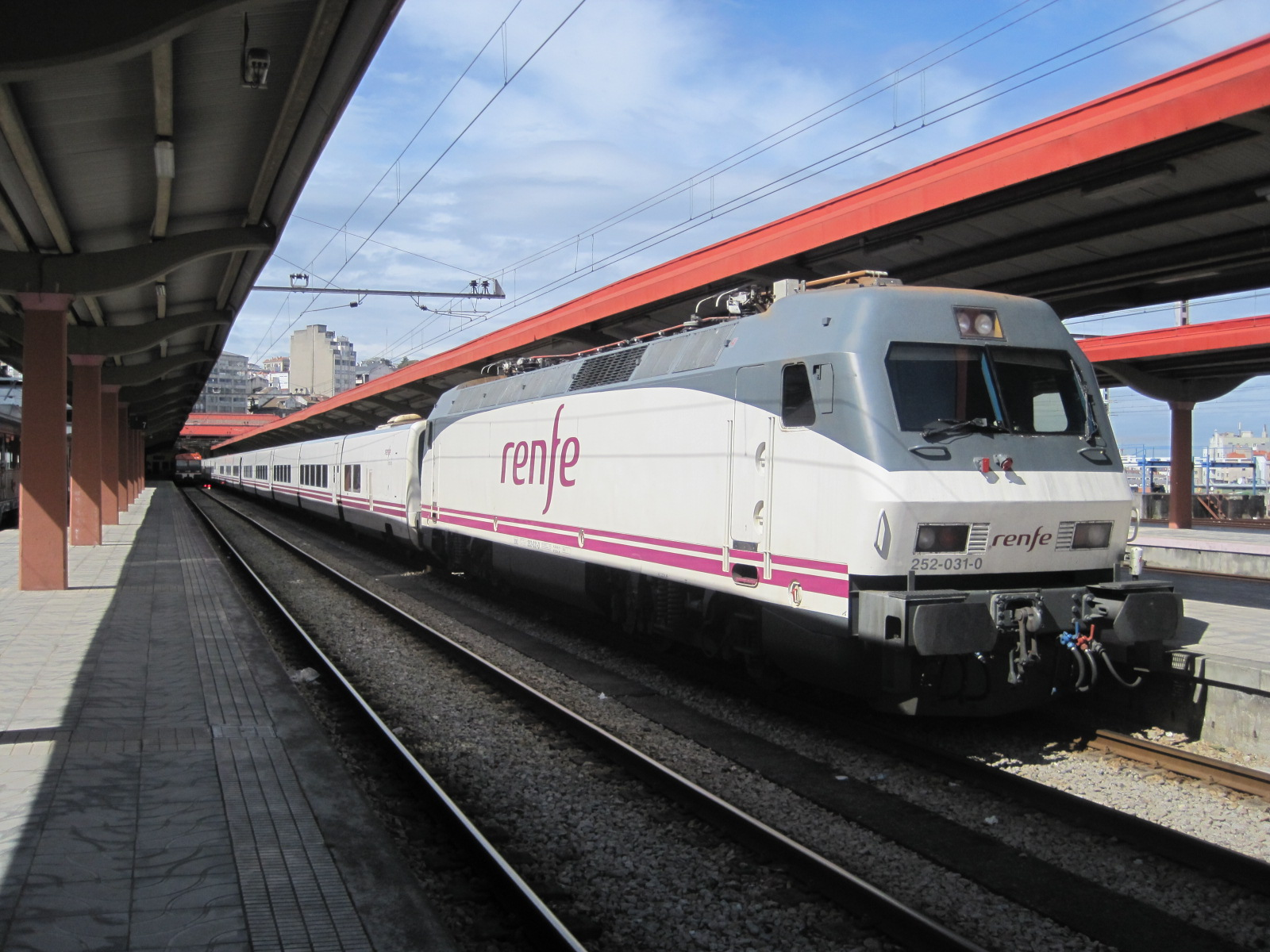
Trenhotel estacionado en Vigo
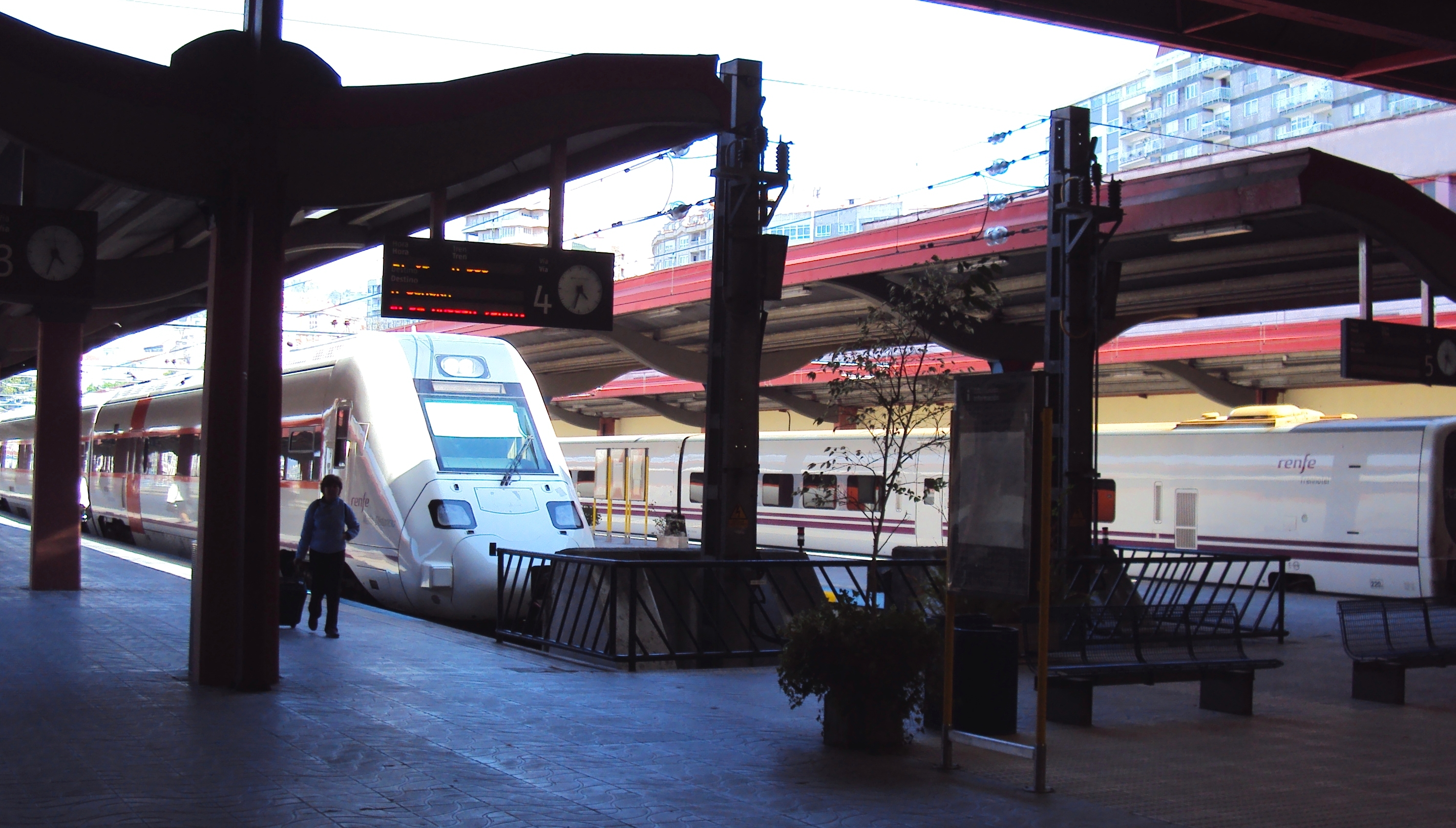
Andenes y vías
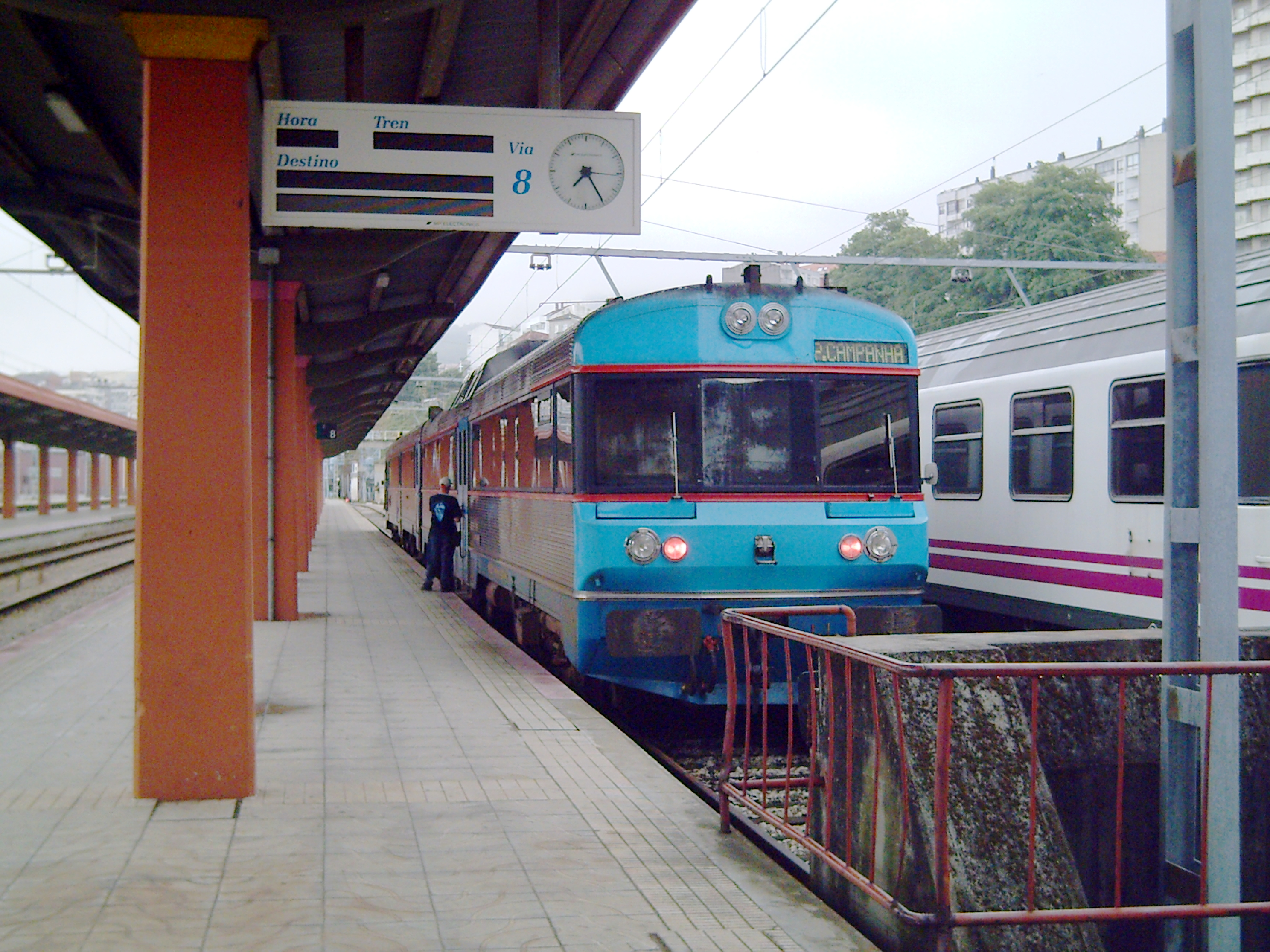
Automotor CP 450 portugués en la estación de Vigo, encargado de los servicios Vigo-Oporto

## Centro Comercial Vialia
Al margen de sus funciones ferroviarias, la Estación de Vigo-Urzaiz forma parte de las grandes estaciones de la red Vialia de Adif, lo que implica que una parte importante del recinto sea usado con fines comerciales, albergando el Centro Comercial Vialia de Vigo en la parte superior del cajón ferroviario. Gestionado por Ceetrus España -división inmobiliaria de Auchan Holding- se trata de un complejo comercial y de ocio  inaugurado el 29 de septiembre del año 2021.

### Descripción
Dispone de 93 634 m² de superficie construida, 43 080 m² de superficie bruta alquilable, 1 200 plazas de aparcamiento y 130 locales comerciales. Estas dimensiones hacen que actualmente sea el mayor centro comercial de la Provincia de Pontevedra por delante del Centro Comercial Gran Vía -también situado en la ciudad de Vigo- y uno de los más grandes de Galicia.

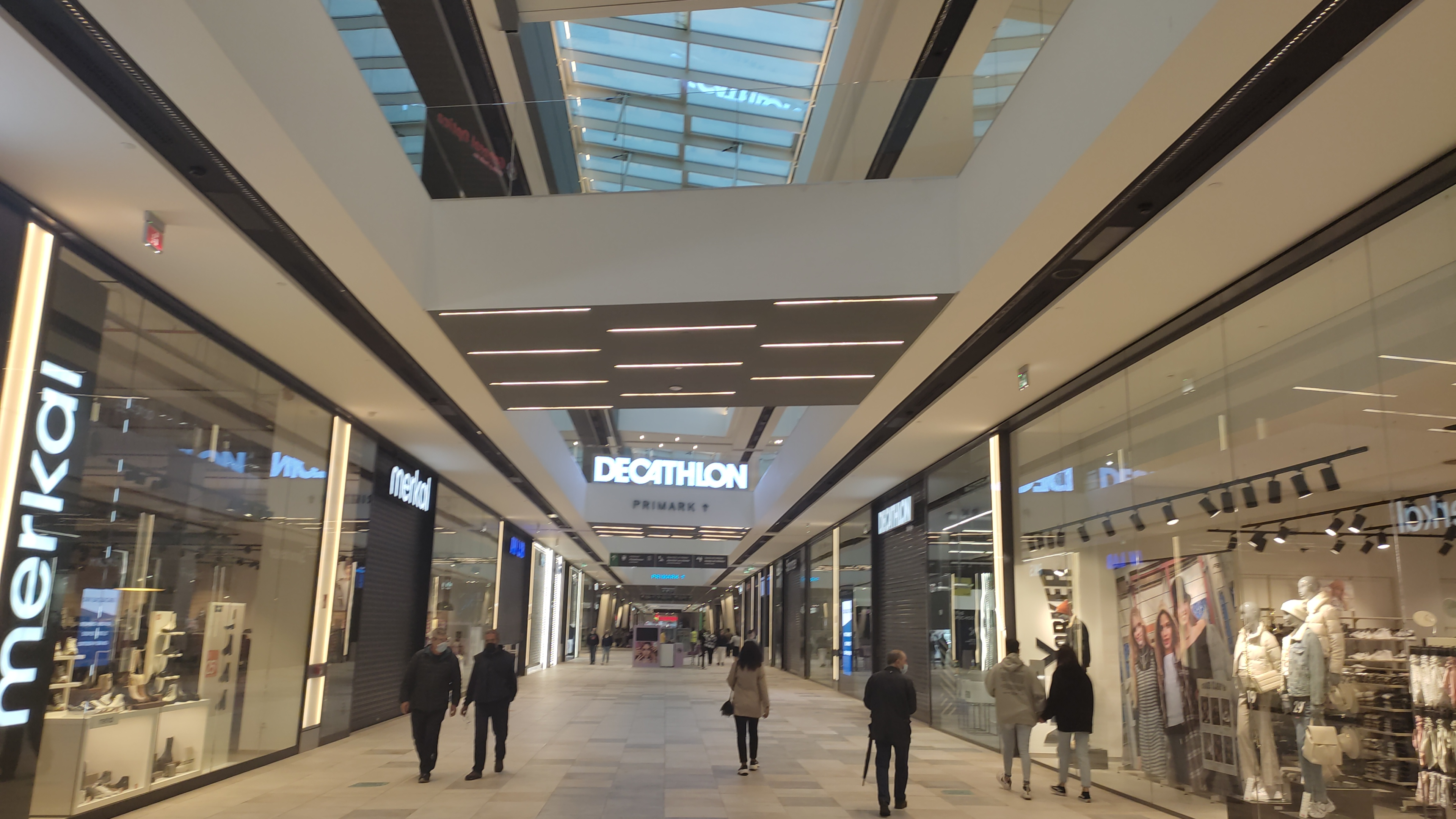
Interior del centro comercial.

En su zona superior existe una plaza pública de aproximadamente 23 000 m², en este espacio se encuentran instaladas áreas de juego para niños, escenario para la celebración de conciertos y proyección de películas al aire libre, parques caninos, instalaciones deportivas, zonas de ejercicios y un mirador con vistas a la ría. La decoración de sus interiores y zonas comunes está inspirada en elementos característicos e icónicos de la historia de la ciudad olívica; como la Movida viguesa, la industria conservera, la construcción naval, la figura de Julio Verne o la Batalla de Rande, entre otras temáticas.
El diseño del complejo es autoría del arquitecto norteamericano Thom Mayne, ganador de Premio Pritzker en el año 2005, mientras que la elaboración del proyecto fue realizada por los estudios de arquitectura Morphosis Architects y L35 Arquitectos. De la edificacón la infraestructura se encargó la constructora española Grupo San José.

### Establecimientos
Moda y accesorios

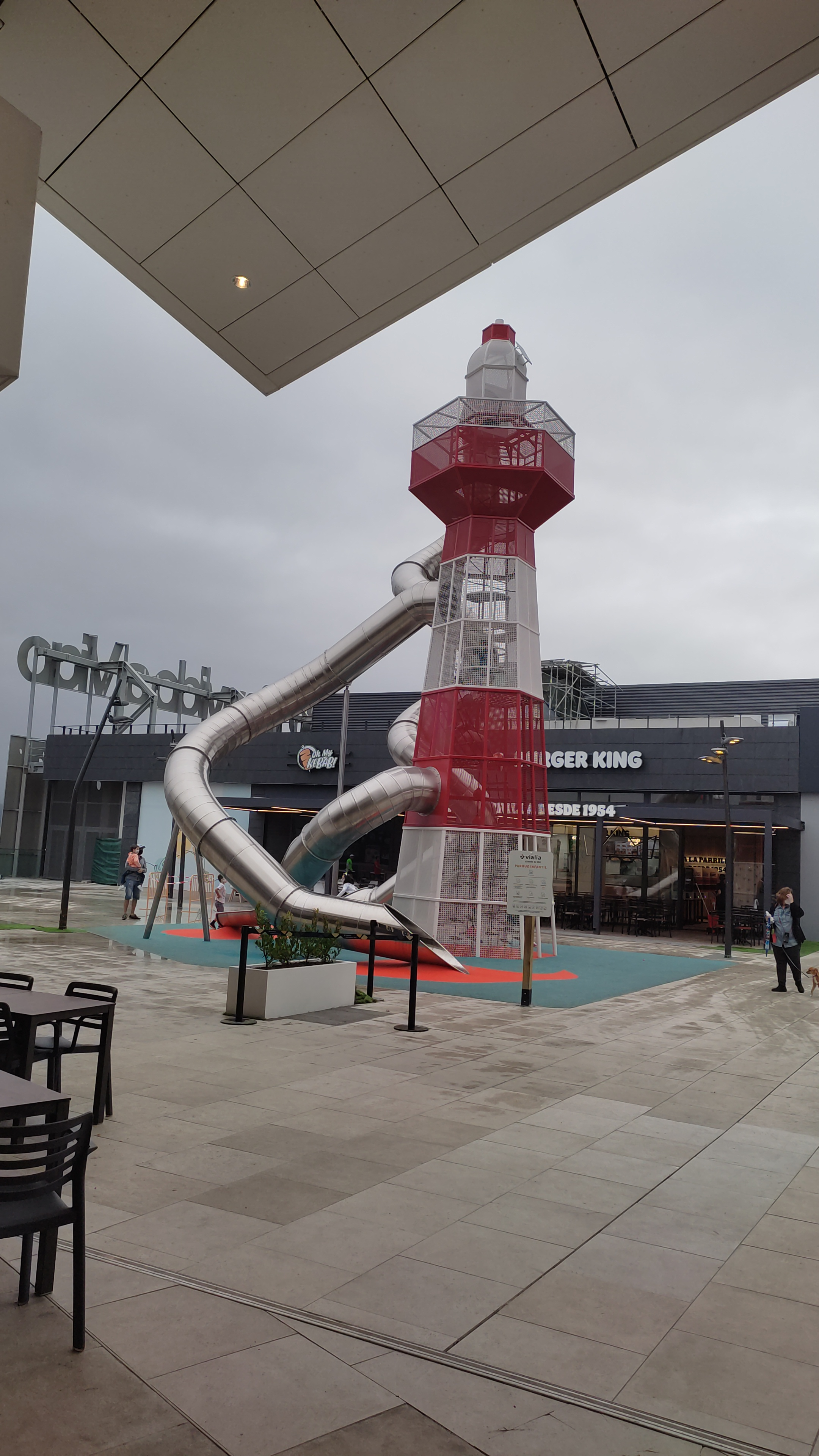
Parque infantil con forma de faro en la zona de restauración.

Vialia Vigo reúne marcas de moda y accesorios como Cortefiel, Women'secret, New Yorker, Blanco, Moda re-, Mayoral, Mango, Hunkemöller, H&M, Denim & Friends, Calzedonia, C&A, Vanua, Tezenis, Juan María by Lolola, Merkal, RKS, Mayka Sneakers, Springfield o Sweet Paripe; aunque en este sector su locomotora principal es Primark, siendo actualmente la tienda más grande en Galicia de la cadena irlandesa.
En lo que respecta al segmento de la moda deportiva en el centro están instaladas las marcas Decathlon, Sprinter, JD Sports, Adidas, Décimas y AW LAB.
Restauración
Hoy por hoy dispone de más de 20 establecimientos de restauración, como Vioncas Bake, Taco Bell, Starbucks, Smöoy, Popeyes Louisiana Kitchen, Padthaiwok, Oh My Kebab!, Natas D`ouro, McDonald's, La Pepita, Internacional, Brasayleña, Koa Poke, KFC, Ginos, Foster's Hollywood, Chuliña, Gelateria, Centeno, Burger King, Bombon Boss, 100 Montaditos, Rodilla, Vips y Civeta Coffee.
Ocio
Dispone de 11 salas cine de la cadena Yelmo con aforo para 982 personas. También dispone de múltiples actividades al aire libre como conciertos y otros locales de ocio, como bolera o centro de juegos.
Otros
En el complejo Vialia Vigo se encuentran también un hipermercado de la cadena Alcampo y un establecimiento de la multinacional francesa Fnac. La oferta comercial se complementa con diversos negocios, entre los que se incluyen tiendas de telefonía móvil, peluquerías, jugueterías, servicios de óptica, locales de estética, tiendas de electrónica, establecimientos para mascotas, una agencia de viajes de El Corte Inglés y una tienda Ikea Diseña, entre otros.

### Reconocimientos
En mayo de 2021 en un acto celebrado en el Auditorio Duques de Pastrana de Madrid, Vialia Vigo fue galardonado como la mejor iniciativa de regeneración urbana en la 18 edición de los Premios ASPRIMA-SIMA. Mientras que mayo de 2025, el complejo comercial recibió el Premio Acueducto de Segovia, galardón bienal concedido por el Colegio de Ingenieros de Caminos, Canales y Puertos en colaboración con la Fundación Caminos de España. El premio, otorgado conjuntamente al Ascensor Halo, reconoce su movilidad, sostenibilidad y regeneración urbana. La candidatura fue presentada por Ferrovial.